# Ubriachi di vita
Ubriachi di vita è un singolo del cantautore italiano Tropico, pubblicato l'8 dicembre 2023 come quarto estratto dall'album in studio Chiamami quando la magia finisce.

## Video musicale
Il video, diretto da Attilio Cusani, è stato reso disponibile in concomitanza con il lancio del singolo attraverso il canale YouTube del cantautore.

## Accoglienza

### Riconoscimenti di fine anno
- 5º — Rolling Stone Italia[3]